# Lemurorchis madagascariensis
 Lemurorchis  es un género monotípico de orquídeas de hábito epífitas. Su única especie: Lemurorchis madagascariensis, se encuentra en Madagascar.

## Descripción
Es una orquídea de tamaño mediano con hábitos de epífitas  con un tallo de 30 a 50 cm de largo que lleva 6 a 15 hojas  en forma de cinta, obtuso bilobulados y apicales. Florece a finales del verano en una inflorescencia  erecta o colgante, de 20 a 30 cm  de largo, densamente cubierta de flores.

## Distribución y hábitat
Se encuentra en el centro de Madagascar en los bosques de hoja perenne en elevaciones de 2000 a 2200 metros. 

## Taxonomía
Lemurorchis madagascariensis fue descrita por Friedrich Wilhelm Ludwig Kraenzlin y publicado en Botanische Jahrbücher für Systematik, Pflanzengeschichte und Pflanzengeographie 17: 58. 1893.
Sinonimia
- Angraecum ambongense Schltr. 1913;
- Angraecum culiciferum Rchb. f. 1804;
- Beclardia humbertii H.Perrier 1951;
- Lemurella ambongensis (Schltr.) Schltr. 1925;
- Oeonia culicifera (Rchb.f.) Finet 1907[3][4][5]